# Jacinta Pichimahuida
Jacinta Pichimahuida é uma franquia baseada nas histórias infantis escritas pelo argentino Abel Santa Cruz nos anos 40. A franquia consiste em um livro de republicações, sete telenovelas (três argentinas, três mexicanas e uma brasileira), quatro filmes (dois argentinos e dois brasileiros) e um musical e enfoca o dia a dia de uma professora chamada Jacinta, e sua turma de alunos em uma escola primária. As versões mais conhecidas são as que foram feitas na televisão.

## Livro
O livro, lançado em 1967, é uma espécie de republicação de todos as histórias escritas por Abel Santa Cruz nos anos 40. A história reflete a própria infância do escritor, que teve uma professora chamada Jacinta, assim como seu personagem, na escola primária. Todos os contos que escrevia eram originalmente publicados na revista semanal argentina Patoruzú.

## Adaptações

### Telenovela
A primeira adaptação da história foi a telenovela transmitida na rádio argentina em 1964, e dois anos depois em 1966, foi adaptada para a televisão intitulada como Jacinta Pichimahuida, la Maestra que no se Olvida, transmitida pela emissora argentina América TV. Em 1983, a franquia é revitalizada com a série Señorita Maestra que durou dois anos, sendo transmitida pela emissora argentina ATC.
Em 1989, a história é recontada pela emissora mexicana Las Estrellas (então Canal de las Estrellas) da Televisa com a novela Carrusel, considerada a adaptação mais conhecida até hoje. Nos anos de 1992 e 2002, a emissora mexicana faz mais duas versões dessa história com Carrusel de las Américas e ¡Vivan los Niños!, ambas consideradas como uma espécie de remake da trama de 1989.
Em 2012, a emissora brasileira SBT produz outra versão da história, porém baseada na mexicana de 1989, intitulada como Carrossel. No Brasil, as três versões mexicanas também foram transmitidas pelo SBT, sendo a primeira considerada a de maior êxito no país. 
| Novela                                                   | Emissora           | País      | Protagonista       | Personagem           |
| -------------------------------------------------------- | ------------------ | --------- | ------------------ | -------------------- |
| Jacinta Pichimahuida, la Maestra que no se Olvida (1966) | América Televisión | Argentina | Evangelina Salazar | Jacinta Pichimahuida |
| Señorita Maestra (1983–85)                               | ATC                | Argentina | Cristina Lemercier | Jacinta Pichimahuida |
| Carrusel (1989)                                          | Las Estrellas      | México    | Gabriela Rivero    | Jimena Fernández     |
| Carrusel de las Américas (1992)                          | Las Estrellas      | México    | Gabriela Rivero    | Jimena Fernández     |
| ¡Vivan los Niños! (2002)                                 | Las Estrellas      | México    | Andrea Legarreta   | Lupita Gómez         |
| Carrossel (2012–13)                                      | SBT                | Brasil    | Rosanne Mulholland | Helena Fernandes     |

### Desenho animado
O desenho foi anunciado no dia 23 de Fevereiro de 2013 pelo SBT Brasil, e sua estréia prevista para o segundo semestre do mesmo ano, porém, ela foi adiada para 18 de Agosto de 2015, e novamente para 4 de Janeiro de 2016. Foi produzido pela emissora SBT em parceria com a produtora SuperToons.

### Filme
Jacinta Pichimahuida, la Maestra que no se Olvida (1974)
O primeiro filme é uma espécie de versão cinematográfica da novela de 1966, dirigido por Juan David Elicetche. Diferente da novela, o filme foi filmado a cores e os mesmos personagens foram interpretados por outros atores. A professora foi interpretada pela atriz argentina María de los Ángeles Medrano. Pelo filme ser baseado na novela, seu enredo não difere desta. 
Jacinta Pichimahuida se Enamora (1979)
O segundo filme foi produzido em 1979 e contou com o mesmo elenco do anterior. Foi dirigido por Enrique Cahen Salaberry e contou novamente com a atriz Medrano interpretando a professora. O enredo do filme enfoca a vida amorosa da professora Jacinta.
Carrossel: O Filme (2015)
Dirigido por Alexandre Boury e Maurício Iça, o longa foi o primeiro a ser baseado na versão brasileira da novela, além de ser o primeiro a não ter a aparição da Professora Helena. A atriz Rosanne Mulholland que interpretou a personagem na novela, chegou a ser cotada para o filme, porém  sua aparição não foi acertada devido a atriz ser então contratada da Rede Globo. O enredo focou nas férias escolares dos alunos.
Carrossel 2: O Sumiço de Maria Joaquina (2016)
Segundo filme baseado na telenovela brasileira e foi dirigido por Maurício Iça. Ao contrário do primeiro filme, Carrossel 2 contou com a presença da Professora Helena, interpretada por Mulholland, e focou no sequestro de Maria Joaquina durante uma outra excursão feita pelos alunos.

### Teatro
Em 1990, o elenco da produção de 1989 realizou um musical da novela intitulada como La Magia de Carrusel. A atriz Gabriela Rivero e o elenco infantil participaram de todos os espetáculos. Além do México, o musical foi apresentado em outros países que era transmitida a novela como Porto Rico e Brasil.

## Trilhas sonoras

### Señorita Maestra(1983)
A trilha sonora da série Señorita Maestra foi lançado em 1983 pela RCA Victor. A trilha consiste em canções interpretadas pelo elenco da série e pela protagonista, a atriz argentina Cristina Lemercier que interpretou a professora Pichimahuida. A maioria das canções foram escritas por Abel Santa Cruz.

### Carrusel(1989)
A trilha da telenovela mexicana Carrusel foi lançada em 1989 com canções interpretadas pelo elenco infantil e pela protagonista, a atriz Gabriela Rivero que interpretava a professora. Boa parte da trilha não foi executada durante a trama, exceto a canção-tema "Carrusel de Niños". Isso porque a maioria das canções foram mais usadas para o musical La Magia de Carrusel.

### Carrossel(1991)
Essa trilha que também pertence à novela mexicana foi lançada em 1991 somente no Brasil durante sua exibição no país, pelas gravadoras RCA e BMG. A emissora que transmitia a novela, SBT, decidiu modificar toda a trilha, a substituindo por outras canções interpretadas por artistas brasileiros. A canção "Carro-Céu", interpretada pelo grupo infantil Super Feliz, foi escolhida como a canção-tema da novela e a original, "Carrusel de Niños", esteve presente em todos os capítulos, porém em versão instrumental.

### Carrosel Dois: Professora Helena Cantando com as Crianças(1991)
A segunda trilha brasileira da novela mexicana foi também lançada pelas gravadoras RCA e BMG somente no Brasil, devido ao sucesso da dubladora Marlene Costa, que fazia a voz da professora na trama. A trilha constituída por cantigas de roda, não foi executada nenhuma vez durante a trama.

### Carrossel(1995)
Aproveitando o sucesso da segunda reprise no Brasil da novela mexicana Carrusel em 1995, a emissora SBT em parceria com a gravadora Polygram lançam a terceira trilha brasileira. O álbum é uma coletânea em que reúne algumas canções da primeira e da segunda trilha brasileira lançadas em 1991, durante a primeira exibição da novela no país.

### Carrossel(2012)
A trilha sonora do remake brasileiro da trama de 1989, foi lançada em 13 de Junho de 2012 pela SBT Music e Building Records. As canções foram interpretadas por artistas brasileiros e pelo próprio elenco infantil da novela. Duas delas são regravações das que estiveram presentes na primeira trilha brasileira da trama original: "Carro-Céu" e "Varinha de Condão".

### Carrossel: Volume 2(2012)
A segunda trilha da novela brasileira foi lançada em 3 de Outubro de 2012 pela SBT Music e Building Records. Nessa trilha há algumas canções novas e regravações de canções já conhecidas, interpretada por artistas brasileiros e pelo elenco infantil da novela.